# Hayinhai'erwa
Hayinhai'erwa (kinesiska: 哈音海尔瓦, 哈音海尔瓦苏木) är en socken i Kina. Den ligger i den autonoma regionen Inre Mongoliet, i den norra delen av landet, omkring 250 kilometer nordost om regionhuvudstaden Hohhot.
Genomsnittlig årsnederbörd är 409 millimeter. Den regnigaste månaden är juli, med i genomsnitt 109 mm nederbörd, och den torraste är januari, med 2 mm nederbörd.